# 아일랜드의 막달레나 세탁소

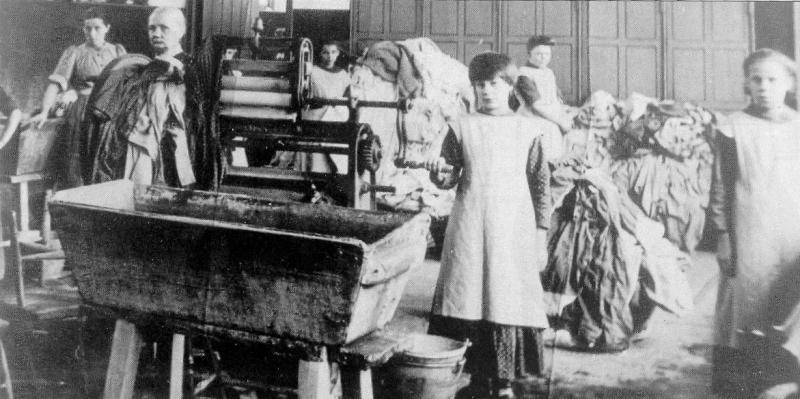
1900년대 초에 촬영된 아일랜드의 한 막달레나 세탁소

아일랜드섬의 막달레나 세탁소(The Magdalene Laundries)들은 막달레나 수용소라고도 했으며, 18세기에서 20세기 말에 걸쳐 "몸을 버린 여자"들에게 거처를 제공한다는 명목하에 주로 천주교 세력의 주도로 세워진 시설들이다. 아일랜드에서 막달레나 세탁소를 거쳐간 여성들의 수는 약 30,000명으로 추산된다. 1993년에는 한 막달레나 세탁소에서 시신 155구가 암매장된 집단묘지가 발견되기도 했다. 이 사건으로 인해 폐쇄적으로 운영되는 이들 시설들에 대한 언론의 폭로가 뒤따르게 되었고, 2013년에는 국가 차원에서의 사과문이 발표되고 생존자들에게 배상을 해주기 위한 기금 5천만 파운드가 조성되었다. 아일랜드 천주교회는 이 기금에 돈을 보태기를 거부했다.

## 역사
아일랜드 최초의 막달레나 수용소는 1765년 더블린에 세워졌으며, 세운 사람은 아라벨라 데니 여사이다. 아일랜드의 막달레나 수용소, 또는 세탁소들은 다른 나라들의 유사 시설들이 사라져가는 가운데 가장 오랫동안 살아남았다. 최후의 막달레나 수용소인 워터로드의 수용소는 1996년에야 폐쇄되었다. 아일랜드의 막달레나 세탁소들은 은밀히 국가지원을 받았으며, 200년 이상의 세월에 걸쳐 종교 공동체들에 의해 운영되었다.
아일랜드의 막달레나 수용소들은 자급자족적 시설들이었기 때문에 입소자들이 세탁업으로 대표되는 고된 노동을 해야 했다는 점에서 특이점을 갖는다. 입소 여성들에 대해 가해진 폭력, 억압, 야만의 양은 어마어마했다. 입소자들은 생존하기 위해 고투하면서 신체 뿐 아니라 정신과 영적 측면에서도 고통을 받았다.
북아일랜드에서는 아일랜드 성공회가 운영하는 얼스터 막달레나 수용소가 1839년 벨파스트에 세워졌으며, 천주교 역시 유사 기관들을 만들어 운영했다.

## 같이 보기
- 구빈원